# Kavar Lavan
Kavar Lavan (en persan : كاورلوان romanisé en Kāvar Lavān et également connu sous les noms de Kāvareh Lavān, Kāverlāvānd, et de Kāwralawān) est un village de la province de Kermanshah en Iran. Lors du recensement de 2006, sa population était de 341 habitants répartis dans 71 familles.